# Didogobius splechtnai
Didogobius splechtnai (лат.) — вид рыб из семейства бычковых (Gobiidae). Встречается в Средиземном море у берегов Испании и Италии, обитает на песчаном субстрате на глубине от 7 до 13 м. Морская тропическая демерсальная рыба длиной 2,3 см.